# Estación Malloco
Malloco es una estación ferroviaria ubicada en la comuna de Peñaflor, región Metropolitana. Esta estación fue construida con el ramal Santiago-Cartagena en 1891. Quedó en desuso en 1987 luego de que se suprimieran los servicios en el ramal.
Desde 2021 se viene trabajando en un proyecto de tren suburbano, transformando a la estación en la octava estación del futuro tren de cercanías, Tren Melipilla-Estación Central, que conectará la ciudad de Santiago con Melipilla. La estación está proyectada para que inicie sus operaciones en 2027.

## Historia

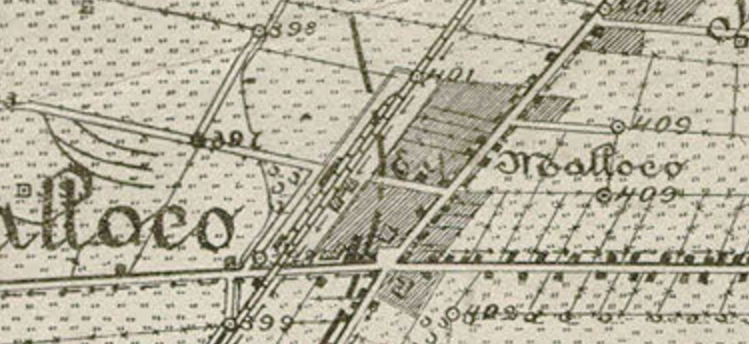
Plano de la estación Malloco, 1910.

El proyecto del ramal Santiago-Cartagena originalmente se extendía desde estación Central hasta estación Melipilla, faenas que iniciaron el 11 de noviembre de 1888. El ferrocarril entre estación Central hasta la estación Talagante para su explotación e inicio de operaciones de servicios el 1 de marzo de 1891; sin embargo esta estación fue inaugurada posteriormente debido a conflictos sociopolíticos.
La ubicación de la estación ferroviaria de Malloco en el último cuarto del siglo XIX se convirtió en un epicentro de disputas políticas, sociales y territoriales locales que delinearon de manera significativa las dinámicas de desarrollo para el pueblo de Peñaflor en Chile. Hacendados como Manuel Castillo Grossi, líder de un conjunto de vecinos y propietarios que abogaban por una estación más céntrica en el poblado de Peñaflor, se enfrentaron en una suerte de combate burocrático a figuras como Toribio Larraín y José Patricio Larraine, propietarios de vastas extensiones de tierra que deseaban que la estación se erigiera cerca de sus haciendas, a las afueras de la localidad. La participación del Consejo de Obras Públicas y Benjamín Vivanco, Jefe de la Primera Sección de Ferrocarriles, añadió una capa de complejidad administrativa a la disputa.
El conflicto inició el 26 de diciembre de 1888 con un decreto que accedía a las demandas de Castillo Grossi y otros agricultores locales para trasladar la estación al corazón del pueblo. Sin embargo, esta victoria sería efímera. En febrero de 1889, una coalición de vecinos dirigida por Toribio Larraín se alzó en oposición a este traslado. Para amainar el conflicto, un nuevo decreto con fecha del 11 de marzo buscó una especie de compromiso salomónico, sugiriendo la construcción de la estación en un punto intermedio entre las áreas disputadas.
Ahora bien, en febrero de 1891 Castillo Grossi redobló sus esfuerzos para que la estación fuera construida en el sitio original cerca de sus predios. Esto lo hizo al presentar ante el Ministerio un estudio de suelos y otros datos que corroboraban su argumento original acerca de las condiciones de humedad en los caminos en disputa. No obstante, la recomendación de Don Juan Emilio Mujica, entonces ex Ingeniero-Jefe de la línea ferroviaria, fue desestimar la petición. En octubre del mismo año, la decisión final favoreció la construcción de la estación en el Crucero, cercana a las haciendas de los Larraines, que hizo que mediante decreto del 28 de octubre de 1891 que el sitio de la estación ya construida fuera trasladado unos metros hacia el sur, ubicándola junto al camino público que conecta Malloco con Peñaflor (actual avenida Vicuña Mackenna).
En 1987 dejan de circular servicios de pasajeros en el ramal, que incluye servicios en la estación Padre Hurtado.

### Tren Melipilla-Estación Central
Con el anuncio del Tren Melipilla-Estación Central, la estación Malloco será reactivada como parada de servicios de pasajeros. La nueva estación se erigirá sobre el terreno de la antigua estación, situada a unos 200 metros al norte de la calle Vicuña Mackenna. Con dimensiones de terreno aproximadas de 30 metros de ancho, la estación tendrá un diseño de doble andén central para permitir el acceso a tres vías ferroviarias. Además, se incluirán estacionamientos nocturnos para cuatro trenes, distribuidos en cuatro vías de 150 metros cada una. Con esto, la estación podrá albergar hasta siete trenes.
La ubicación estratégica de la estación está próxima a las intersecciones de Vicuña Mackenna y Balmaceda, arterias principales de Peñaflor. El diseño favorece el norte, donde se concentra el desarrollo urbanístico y se planea un intercambio de tren-autobús. El sur del emplazamiento incluirá un acceso en arco y áreas de estacionamiento para vehículos.
La estación está proyectada para que inicie sus operaciones en 2027.

### Talleres y cocheras
Los talleres y cocheras se localizarán entre las estaciones de Padre Hurtado y Malloco, cerca de la Autopista del Sol. El acceso y salida de trenes a estos talleres se gestionará a través de la estación de Malloco, requiriendo que los trenes crucen tanto la vía de viajeros como la vía de cargas.

## Infraestructura
La estación cuenta con un edificio principal aun en pie, y los cimientos de su bodega. Contó con un enclavamiento, el cual ya no existe. 
La estación posee un desvío activo que da hacia la Molinera San Cristóbal.

## Servicios

### Futuro
Está en proceso de construcción el servicio de pasajeros Tren Melipilla-Estación Central, El tramo Lo errázuriz Talagante estará operativo en 2027, mientras que el tramo Talagante-Melipilla lo estará en 2029.

## Origen etimológico
Adquiere su nombre por emplazarse en la localidad homónima en la comuna Peñaflor de la Región Metropolitana de Santiago.